# 上马希塔尔
上马希塔尔是德国巴登-符腾堡州的一个市镇。总面积26.59平方公里，总人口1261人，其中男性652人，女性609人（2011年12月31日），人口密度47人/平方公里。